# Barichneumon manni
Barichneumon manni là một loài tò vò trong họ Ichneumonidae.